# Inconformismo
Inconformismo é a atitude de não seguir o que está socialmente estabelecido em determinada situação, ou coisa.

## Usos do termo
Na filosofia, Theodor W. Adorno é às vezes considerado como “inconformista”.
Na economia de Celso Furtado, o termo “inconformismo” se opõe a certo “reformismo”.
Na música da época da ditadura militar brasileira, Chico Buarque de Holanda pode ser considerado como inconformista.
Na arte (plástica) associa-se a obra de Hélio Oiticica com certo “inconformismo”.

## Fatores que levam ao conformismo
- União do grupo
- Dimensão do grupo
- Unanimidade de opiniões
- Antiautoritarismo
- Autoestima
- Cinismo
- Gênero
- Pensamento livre
- Personalidade